# Křížová cesta (Vratěnín)
Křížová cesta ve Vratěníně na Znojemsku vedla z Uherčic podél Vratěnínského potoka ke klášteru Bosých Augustiniánů ve Vratěníně.

## Historie
Křížová cesta, jak uvádí vratěnínská kronika, vedla k poutnímu místu Loretě v klášteře Bosých augustiniánů od směru lesa. Z této cesty jsou dochovány čtyři kaple v polorozbořeném stavu a informace o páté zaniklé. Vzdálenosti mezi nimi jsou v průměru 350 metrů. Na mapě II. Vojenského mapování je zakreslena ještě jedna kaplička ve směru cesty 350 metrů severně od kapličky č.5.
V letech 2018–2019 byly tři z původních kapliček zbořeny a obec Vratěnín zorganizovala stavbu jejich replik.

### Kaple křížové cesty
1. kaple
Kaplička stála u Vratěnínského rybníka přibližně 400 metrů východně od kaple Božího hrobu.
Souřadnice:48°54′15″ s. š., 15°36′29″ v. d.
2. kaple
Kaplička byla polorozbořená, stála přibližně 350 metrů po toku potoka od první kapličky. Byla bez stříšky, shora se začínalo uvolňovat zdivo, fasádu měla  zničenou. V letech 2018–2019 byla stržena a na jejím místě postavena replika.
Souřadnice:48°54′16″ s. š., 15°36′45″ v. d.
3. kaple
Kaplička byla poškozená, bez stříšky, fasáda zničena. Nacházela se přibližně 350 metrů od druhé kapličky a byla nakloněná dopředu. V letech 2018–2019 byla stržena a na jejím místě postavena replika.
Souřadnice:48°54′17″ s. š., 15°37′ v. d.
4. kaple
Kaplička se nacházela přibližně 350 metrů od třetí kaple. Byla bez stříšky, shora se začínalo uvolňovat zdivo. Fasádu měla zničenou. V letech 2018–2019 byla stržena a na jejím místě postavena replika.
Souřadnice:48°54′21″ s. š., 15°37′15″ v. d.
5. kaple
Kaplička je polozřícená, zdivo má sníženo asi o 1 metr. Je částečně zarostlá v křoví.
Souřadnice:48°54′29″ s. š., 15°37′25″ v. d.

### Poutní místo
Poutní místo Loreta se nacházelo v klášteře bosých augustiniánů ve Vratěníně. V roce 1726 byly farní kostel, klášterní chrám a loretánská kaple papežem Benediktem XIII. nadány odpustky. Vratěnín se v té době těšil velkému zájmu poutníků a byl cílem mnoha procesí. Ve Vratěníně je také kaple Božího hrobu.